# Berkovský vrch
Der Berkovský vrch (deutsch Wrchhabener Berg) ist ein 482 m hoher Basaltgipfel in der Daubaer Schweiz in Tschechien. Er befindet sich unmittelbar nordöstlich des Dorfes Vrchovany (Wrchhaben) und wird von der Ruine der gotischen Burg Starý Berštejn (Altperstein) gekrönt.

## Burggeschichte
Über die Entstehung der Burg Altperstein ist sehr wenig bekannt.
Sie wurde vermutlich zu Beginn des 14. Jahrhunderts durch die Berka von Dubá angelegt und erhielt den Namen Berkenstein. Es gibt jedoch auch Auffassungen, dass sie einst Prsten (Ring) oder auch Bärenstein geheißen hat und seit dem 14. Jahrhundert den Persteinsky von Miekowic gehört hat.
Andere Meinungen gehen davon aus, dass Heinrich Hlawatsch von Dubá die Burg um 1402 errichten ließ.
Der erste schriftliche Nachweis der Burg datiert von 1437. Zu dieser Zeit befand sie sich im Besitz der Berka von Dubá. In der Folgezeit gelangte die Burg an die Wartenberger und Siegmund von Wartenberg ist 1474 als Herrn auf Perstein belegt, denen die Herren von Schebirzow folgten. 1487 starb der letzte der Persteinsky, Johann Persteinsky von Miekowic ohne Nachkommen und das Lehen fiel an die böhmische Krone zurück. Neuer Burgherr wurde der Burggraf Benesch von Weitmühl auf Karlstein.
Seit 1493 war die Burg Perstein Teil der Besitzungen der Berka von Dubá, 1512 ist Georg Berka von Dubá Burgherr. Mit dem Bau des nahe gelegenen Schlosses Neuperstein zwischen 1540 und 1580 verlagerte sich der Mittelpunkt der Herrschaft immer mehr in das Schloss. Nach der Schlacht am Weißen Berg wurde der Besitz konfisziert und an den böhmischen Oberlandhofmeister Adam von Waldstein übergeben, von dem sie Albrecht von Waldstein erwarb. Nach dessen Ermordung und Rückfall des Besitzes wurde Perstein dem Mörder Wallensteins, Oberst Richard Walter Butler, übergeben.
Beim Einfall der Schweden wurde die Burg 1640 durch das Heer Johan Banérs zerstört und geschleift. Da für die auf dem steilen Berggipfel befindliche Anlage kein Bedarf als Herrschafts- und Wohnsitz mehr bestand, wurde sie wüst gelassen.
Seit 1972 befindet sich die Ruine in Privatbesitz und ist seitdem für die Öffentlichkeit nicht mehr zugängig.

## Aussicht
Wegen seiner exponierten Lage in der Senke zwischen der Daubaer Schweiz und dem Kummergebirge bietet der Berg, der auch eine Wasserscheide darstellt, einen weiten Rundblick zur umliegenden Gebirgslandschaft und dem Machasee (Máchovo jezero).